# 어반풋볼파크 (풋살장)

## 개요
어반풋볼파크는 풋살 스포츠 서비스 플랫폼 '어반풋볼'을 기반으로 한 프리미엄 풋살장이다.

어반풋볼(Urban Football)은 대한민국 No.1 축구.풋살 스포츠 서비스 플랫폼 회사이다.
어반풋볼은 최근 누적회원 수 30만 명을 돌파한 가운데 직영구장, 소셜 매치 제휴구장 등 23개 이상의 구장에서 축구 및 풋살 서비스를 제공하고 있다.
개개인을 위해 구장, 경기진행자(매니저), 팀조끼, 공 등을 지급해준다.

## 운영중인 서비스
● 소셜매치
● 팀리그
● 정규대회
● 팀매칭
● 레슨
● 구장대관

## 이용방법
현시대에 들어서며 밥, 술 등 개개인으로 1인 생활을 하는 사례가 늘어났다. 그에 대비해 축구.풋살 스포츠는 “1인으로 진행할 수 없다”, “지인들과 시간, 장소를 맞추기가 어렵다”는 단점이 있었기에 어반풋볼(Urban Football)과 같은 스포츠 서비스 플랫폼이 들어서기 시작했다.
아래와 같이 따라하면 이제 혼자서도 축구.풋살과 같은 단체 스포츠를 원하는 시간, 원하는 장소에서 즐길 수 있다.
● 어반풋볼(홈페이지 링크 삽입) 홈페이지에 접속한다.
● 회원가입(로그인)을 진행한다.
● 목록에서 원하는 시간대, 원하는 장소에 맞는 매치를 선택 후 신청하기를 누른다.
● 신청한 매치에 맞는 금액을 입금한다.
웹쇼핑과 비슷한 방법으로 간단히 신청 후 즐거운 스포츠 여가생활을 즐길 수 있게된다.
음료판매와 풋살화 대여를 진행하고 있는 구장도 있어 물품이 없더라도, 갑작스럽게 참여하고 싶어도 편히 참여할 수 있다.

## 참가비
소셜매치 (1인) 3,000원 ~ 10,000원
대관 (2시간) 60,000원 ~ 120,000원

## 어반풋볼파크 풋살장 프랜차이즈
어반풋볼파크는 풋살 스포츠 서비스 플랫폼 '어반풋볼'을 기반으로 한 프리미엄 풋살장이다.
어반풋볼파크의 가장 큰 특징은 공실 리스크를 최소화하고 있다는 점이다. 기존 풋살장의 경우 대관, 개인 레슨만으로 공실을 채우기 어려웠다. 반면 어반풋볼 서비스를 적용하여 어반풋볼파크 풋살장을 가맹 창업할 경우 다양한 서비스를 활용해 공실을 메울 수 있어 많은 관심을 받고있다.
무인점포가 각광받는 시대에 어울리는 사업 아이템이다.